# Erysiphe necator
Erysiphe necator (syn. Uncinula necator) (teleomorfe fase) is een obligate, biotrofe, echte meeldauw schimmel, die druiven aantast en behoort tot de orde Erysiphales van de ascomyceten. De anamorfe fase wordt Oidium tuckeri genoemd. Echte meeldauw onderscheidt zich van valse meeldauw doordat het schimmelpluis van valse meeldauw op de onderkant van het blad zit, terwijl dat van echte meeldauw vooral op de bovenkant van het blad zit, maar ook op de onderkant kan voorkomen.
Erysiphe necator kwam oorspronkelijk voor op in het wild voorkomende, Noord-Amerikaanse druivensoorten. Deze soorten zijn overwegend resistent. Sinds 1845 komt de schimmel ook voor in Europa, sinds 1866 ook in Australië en komt nu over de gehele wereld verspreid voor. In Europa, Australië en het westen van de Verenigde Staten komen twee haplotypen voor, afkomstig van twee afzonderlijke introducties. De populaties van Erysiphe necator in Europa, Australië en het westen van de Verenigde Staten stammen af van de inheemse populatie in het oosten van de Verenigde Staten.
De schimmel groeit oppervlakkig op de bladeren, stengels en vruchten van de druif met een witgrijs, spinnenwebvormig mycelium, waarbij de schimmel met haustoriën de plantencellen binnendringt. De schimmeldraden zijn 4–5 µm dik. Vooral de toppen van de scheuten, de jonge vruchten en de bladeren worden aangetast. De scheuten blijven in groei achter en de druiven worden net voor de rijping hard, grijs of zwart en barsten open.
De haustoria doorboren de celwand maar niet het celmembraan. De 27 – 47 × 14 – 21 µm grote, cilindrisch-ovale conidiosporen zijn kleurloos en zitten op meercellige, 10 – 400 µm lange conidioforen.
De schimmel overwintert met het vruchtlichaam, dat een eerst geel, vervolgens donkerbruin, bij rijpheid zwart, bolrond cleistothecium met draderige aanhangsels is. Het onrijpe cleistothecium zit met hyfen verankerd in het mycelium. Deze hyfen vormen later de aanhangsels van het cleistothecium. De schimmel is heterothallisch en een cleistothecium wordt alleen gevormd als twee verschillende paringstypen elkaar ontmoeten. Het cleistothecium heeft 4 - 6 sporenzakjes met elk 4 - 7, kleurloze, eivormige tot bijna ronde, 15 – 25 × 10 – 14 µm grote ascosporen. De schimmel overwintert ook als mycelium in de knoppen. Een milde en vochtige winter is gunstig voor de overwintering. Cleistotheciën kunnen al in de zomer gevormd worden, maar de meeste worden in de herfst gevormd en verspreiden zich door necrose van het aangetaste plantenweefsel. De cleistothecia breken in het voorjaar door regen in stukken. De ascosporen kiemen bij een temperatuur tussen 7 en 35°C, waarbij het optimum tussen 20 en 27 °C ligt. Vooral bij droog en warm weer komen veel ascosporen vrij. Optimaal voor infectie is een relatieve luchtvochtigheid van 30-100% en een sterke afkoeling in de nacht.

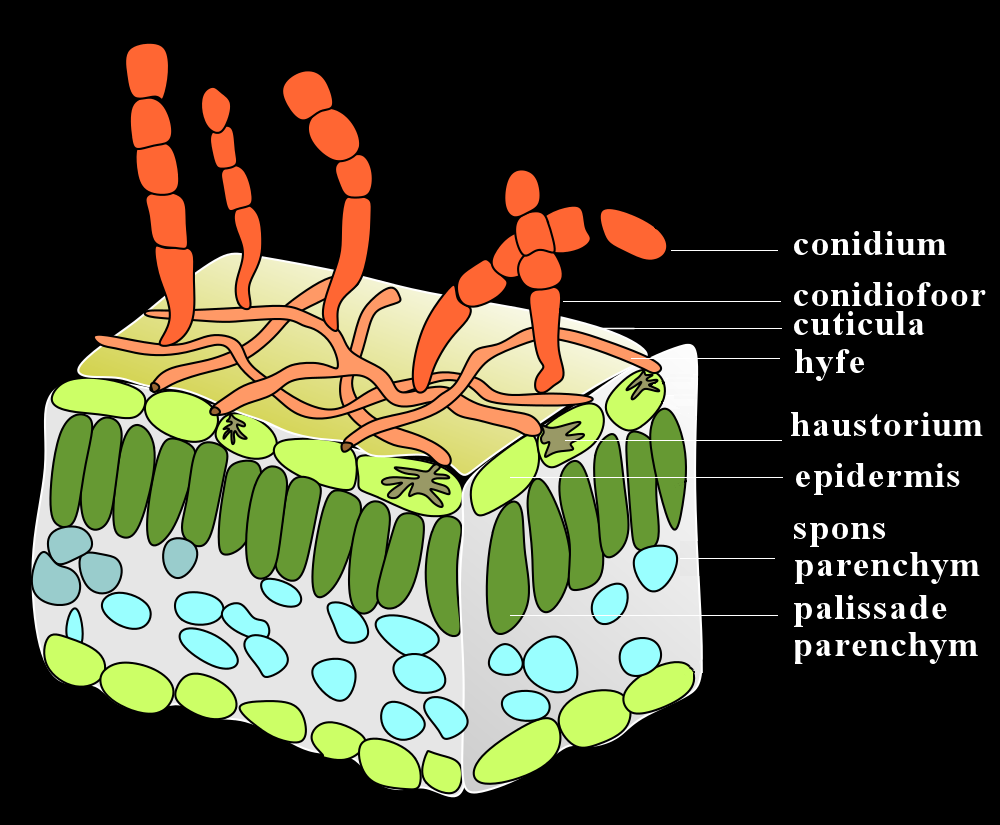
Model van Erysiphe necator
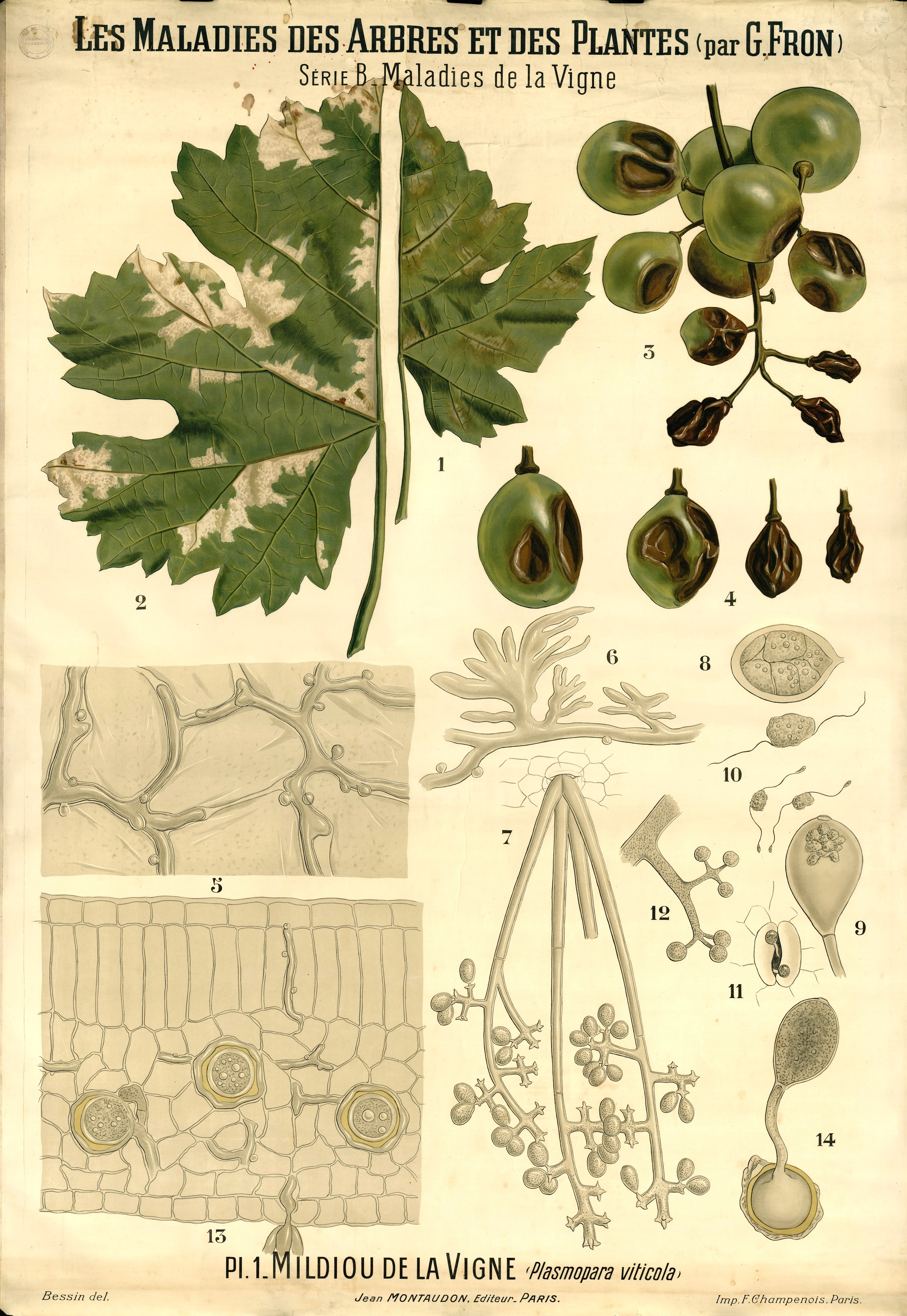
Erysiphe necator op druif. 1 en 2 = aangetast blad, 3 en 4 = aangetaste druiven, 5 = hyfen, 6 = haustoria, 7 = conidiofoor met conidiosporen uit huidmondje, 8 = cleistothecium, 9 = conidium, 10 = kiemende ascosporen, 13 = cleistothecia, 14 = gekiemd conidium, 11 = huidmondje, 12 = zijtak conidiofoor met conidiosporen.
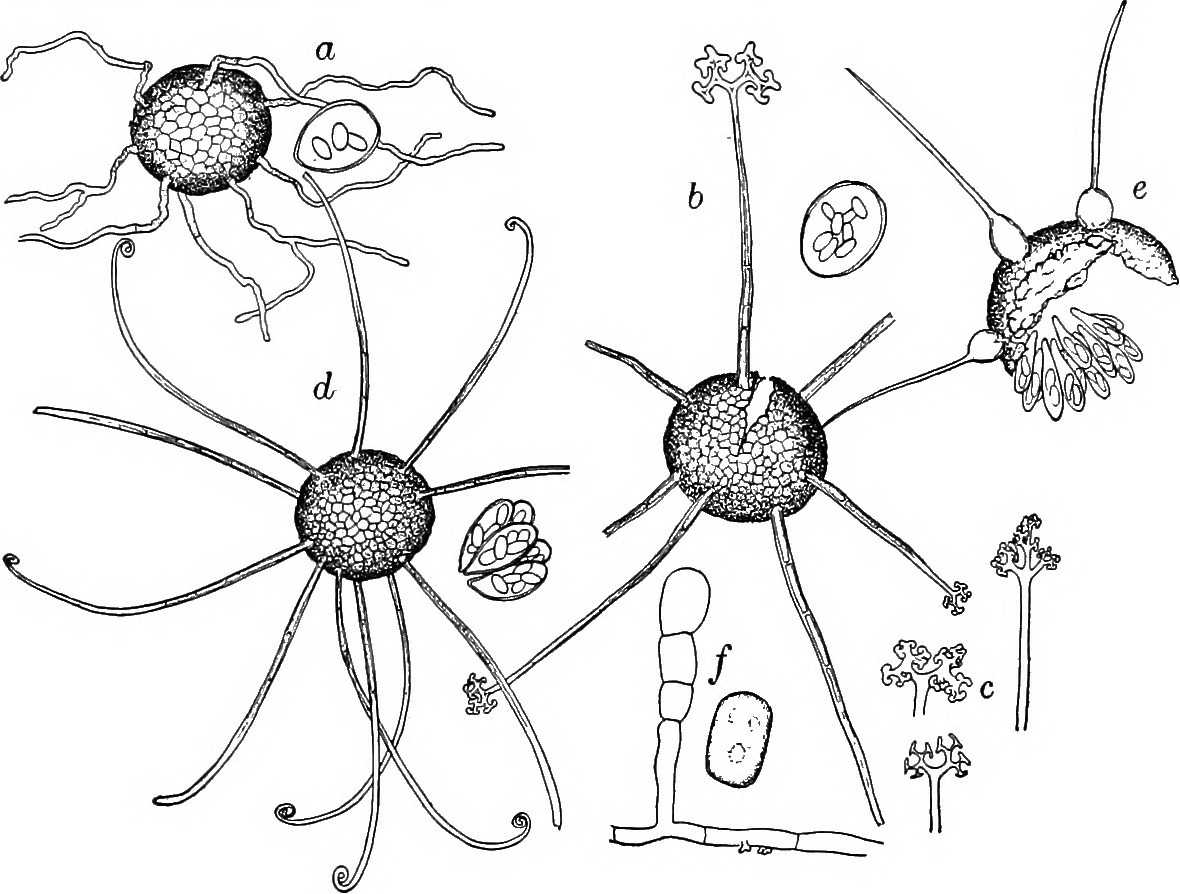
Erysiphe necator: d = cleistothecium met sporenzakje, f = conidiofoor met conidiospore
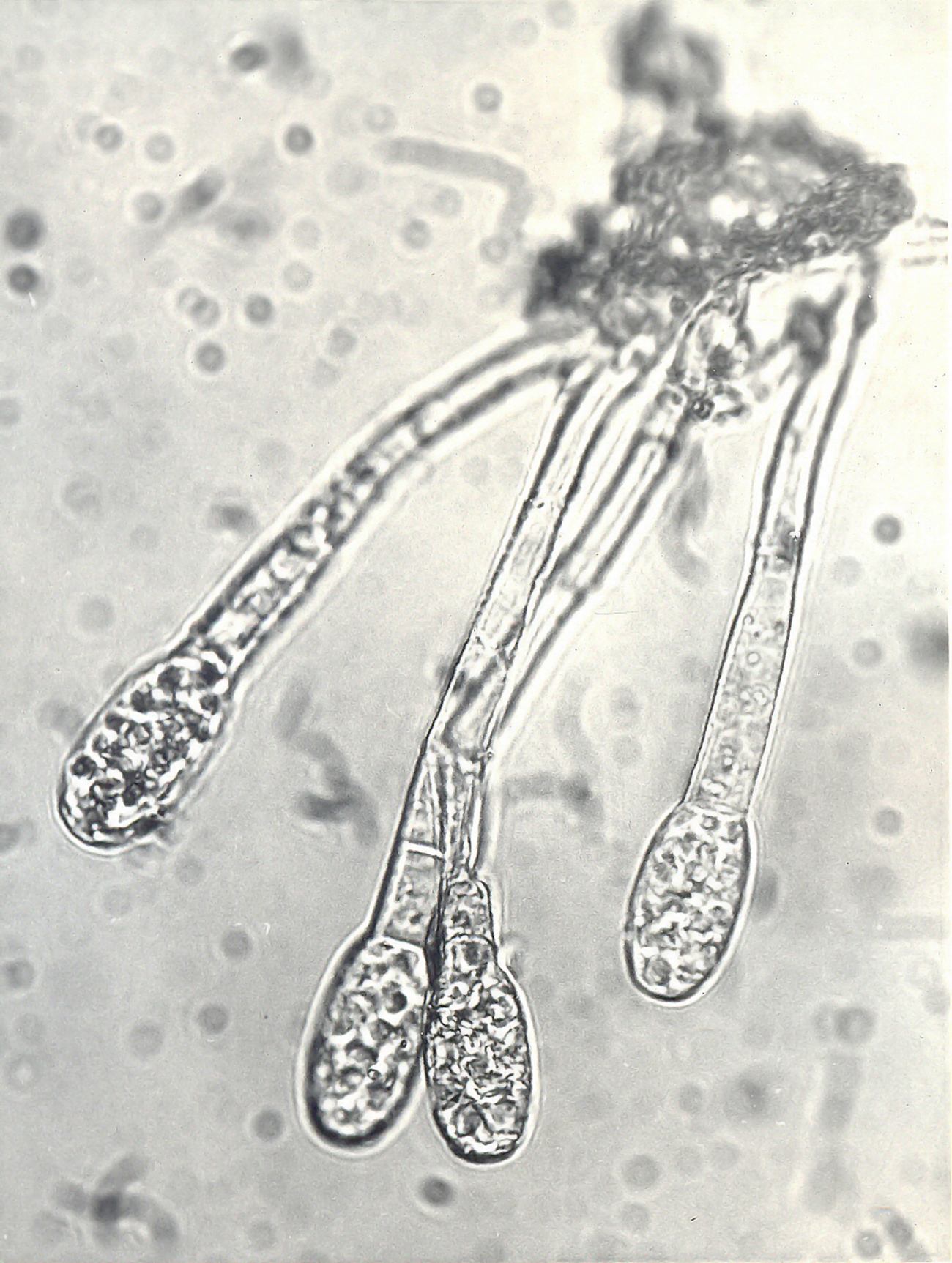
Conidiofoor met conidiosporen
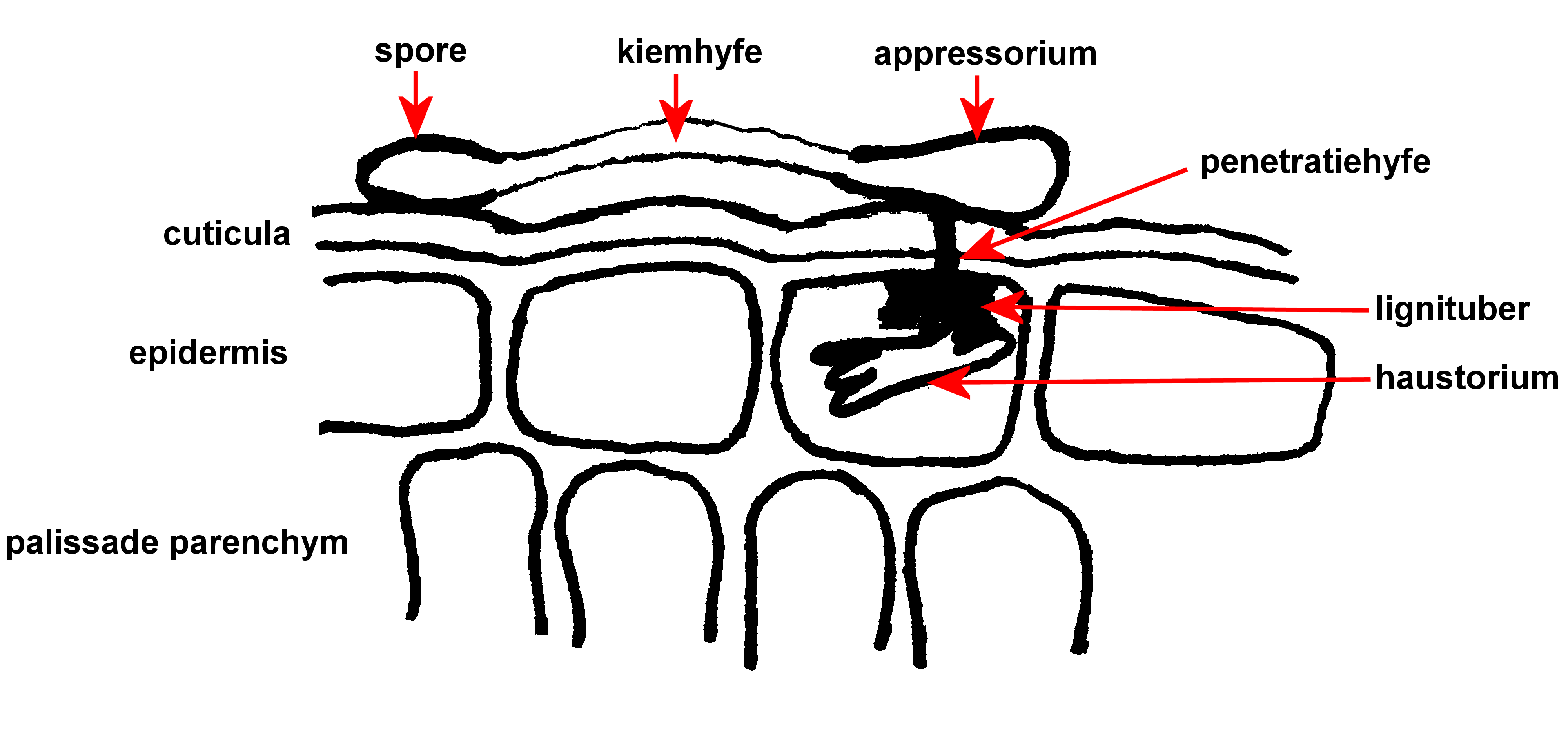
Kieming en penetratie

## Resistente druivenrassen
Er zijn druivenrassen met een goede resistentie tegen zowel echte als valse meeldauw, zoals het blauwe druivenras Regent.